# De Akkers (métro de Rotterdam)
De Akkers est une station, terminus, de la ligne C et la ligne D du métro de Rotterdam. Elle est située en limite du quartier De Akkers de la ville Spijkenisse au nord de Rotterdam aux Pays-Bas.
Mise en service en 1985, elle est desservie et le terminus, depuis 2009, des rames de la ligne C et la ligne D du métro.

## Situation sur le réseau

Plan du métro.

Établie en aérien, la station terminus De Akkers, de la section commune et des lignes C et la D, est établie avant la station Heemraadlaan, en direction : du terminus de la ligne C De Terp et du terminus de la ligne D Rotterdam-Centrale.
Elle comporte un quai central encadré par les deux voies de la ligne qui disposent d'environ 400 mètres avant le butoir situé à la fin du viaduc.

## Histoire
La station terminus De Akkers est mise en service le 25 avril 1985, lors de l'ouverture à l'exploitation de la section de Zalmplaat à Spijkenisse De Akkers. Elle est inaugurée par la ministre des transports et de la gestion de l'eau Neelie Smit-Kroes.
En 2003, la station est entièrement rénovée.

## Services aux voyageurs

### Accès et accueil
La station aérienne dispose d'un accès au niveau du sol. Elle est accessible aux personnes à la mobilité réduite.

### Desserte
De Akkers, est desservie par les rames de la ligne C, en provenance ou à destination du terminus nord-est De Terp et les rames de la ligne D en provenance ou à destination du terminus nord-ouest Rotterdam-Centrale.

Installations et desserte
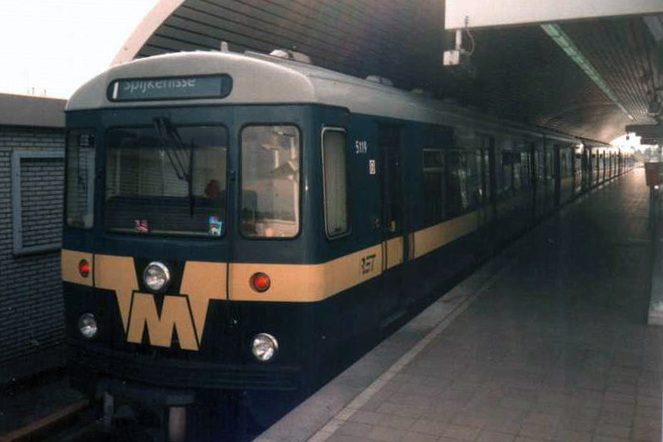
2005.
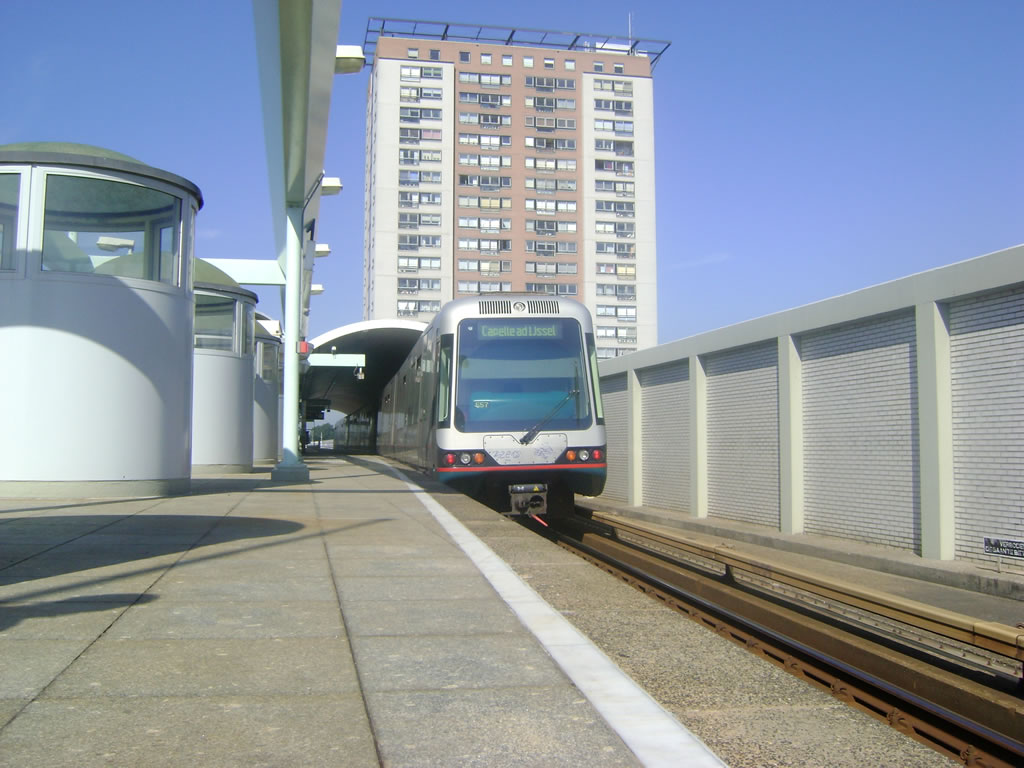
2008.
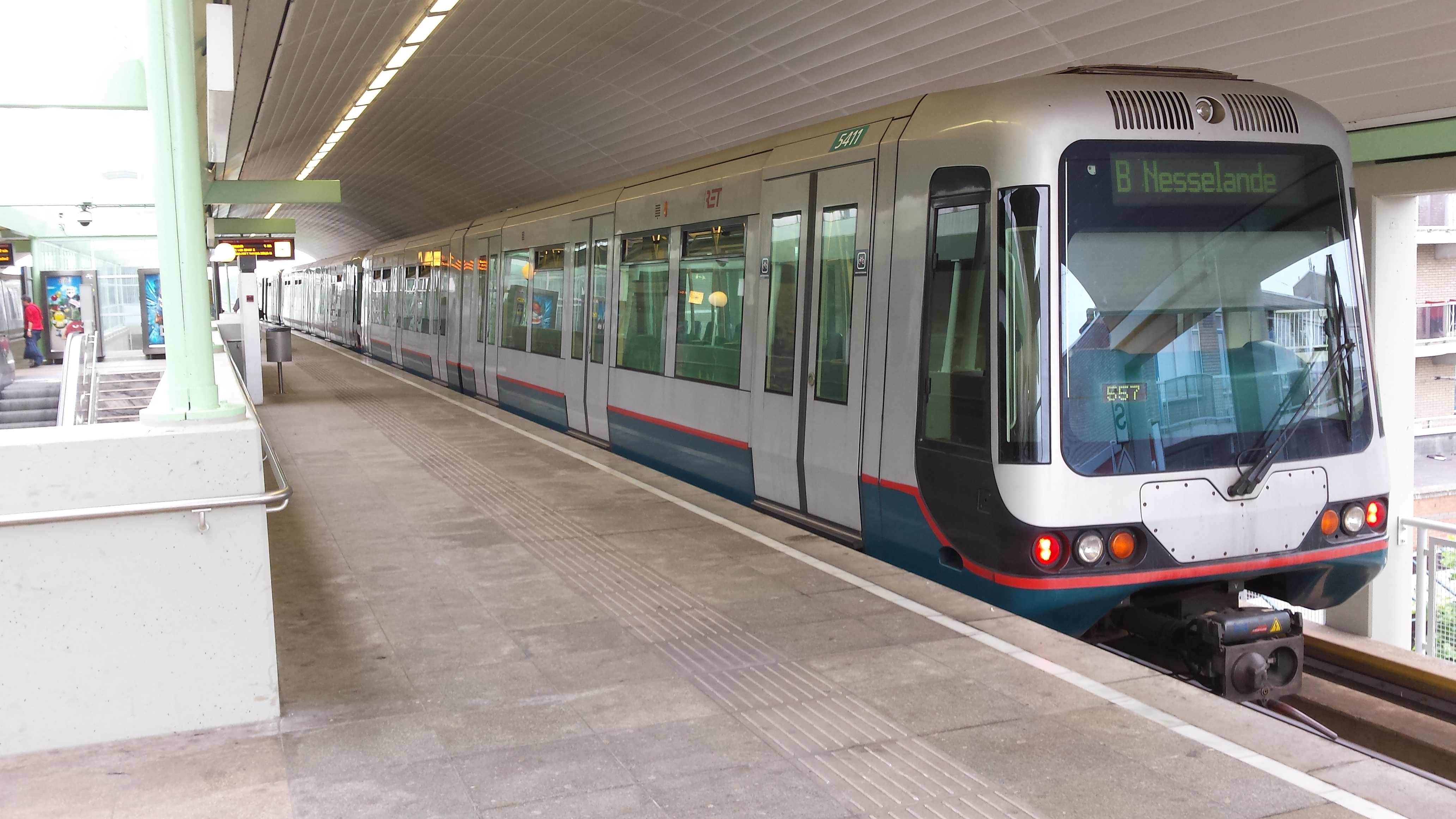
2014.

### Intermodalité
La station est desservie par les bus 51, 53 et 121, ainsi que par les bus de nuit BOB de la ligne B3.

## À proximité
- Centre commercial Akkerhof